# فلورنسیو کنستانتینو
فلورنسیو کُنستانتینو (اسپانیایی: Florencio Constantino‎) یک خواننده تنور اپرا اهل اسپانیا بود.
نام واقعی او «فلورنثیو کنستانتینه‌آئو» بود و در شهر «اُرتوئِیّا» در استان بیسکای به دنیا آمد و در سال ۱۸۸۹ میلادی به آرژانتین مهاجرت کرد.
فلورنسیو، چندی بعد دچار فروپاشی روانی شد و در نوامبر ۱۹۱۹ در مکزیکو سیتی درگذشت.